# NGC 7549
NGC 7549 ist eine Balken-Spiralgalaxie mit aktivem Galaxienkern vom Hubble-Typ SBc im Sternbild Pegasus am Nordsternhimmel. Sie ist schätzungsweise 220 Millionen Lichtjahre von der Milchstraße entfernt und hat einen Durchmesser von etwa 170.000 Lichtjahren. Gemeinsam mit NGC 7550 bildet sie das Galaxienpaar Arp 99 und zusammen mit NGC 7547, NGC 7553 und NGC 7558 die Galaxiengruppe HCG 93. 
Der US-amerikanische Astronom Halton Arp gliederte seinen Katalog ungewöhnlicher Galaxien nach rein morphologischen Kriterien in Gruppen. Diese Galaxie gehört zu der Klasse Spiralgalaxien mit einem elliptischen Begleiter auf einem Arm (Arp-Katalog). 
Die Typ-Ia-Supernova SN 2009nq und der Typ-II-Supernova Kandidat NAME AT 2019fya wurden hier beobachtet.
Das Objekt wurde am 2. November 1850 vom irischen Astronomen Bindon Blood Stoney, einem Assistenten von William Parsons, entdeckt.